# Rob Hayles
Rob Hayles (n. 21 ianuarie 1973, Portsmouth, Anglia, Regatul Unit) este un ciclist de performanță ce a reprezentat Regatul Unit al Marii Britanii și al Irlandei de Nord, medaliat olimpic. A participat la 3 ediții ale Jocurilor Olimpice (1996, 2000, 2004) în care a câștigat o medalie de bronz.